# Juan José Abril
Pour les articles homonymes, voir Abril et Merino.
Abril  Merino est un nom espagnol. Le premier nom de famille, en général paternel, est Abril ; le second, en général maternel, souvent omis, est Merino.
Juan José Abril Merino est un coureur cycliste espagnol, né le 12 janvier 1980 à Valladolid.

## Palmarès et résultats

### Palmarès par année
- 2002
  -  Champion d'Espagne de course aux points espoirs
  - 3e étape du Tour de Catalogne de l'Avenir
  - 2e du championnat d'Espagne du scratch espoirs
  - 3e du Tour de Ségovie
- 2003
  - 4e étape du Cinturón a Mallorca
- 2004
  - Tour de Ségovie :
    - Classement général
    - 1re étape

  - 5e étape du Tour d'Ávila
- 2005
  - Classement général du Tour de Ségovie
  - 2e et 3e étapes du Tour de Zamora
  - 1reb étape du Tour de León (contre-la-montre par équipes)
  - 2e du Trofeo Ayuntamiento de Zamora
  - 2e du Tour de Zamora
  - 3e de la Clásica de la Chuleta
  - 3e du Tour de León

### Classements mondiaux
| Année            | 2005 | 2006  |
| ---------------- | ---- | ----- |
| UCI America Tour | 222e |       |
| UCI Europe Tour  | 391e | 1248e |